# ملامحمود (عباس الشرقي)
ملامحمود (بالفارسية: ملامحمود) هي منطقة سكنية تقع في إيران في قسم عباس الشرقي الريفي. يقدر عدد سكانها بـ 43 نسمة .